# Raiffeisenbank Rupertiwinkel
Die Raiffeisenbank Rupertiwinkel eG ist eine deutsche Genossenschaftsbank mit Sitz in der bayerischen Marktgemeinde Teisendorf im Landkreis Berchtesgadener Land.

## Geschichte
Die Anfänge der heutigen Raiffeisenbank Rupertiwinkel eG reichen zurück bis ins Jahr 1902 mit der Gründung des Darlehen-Kassenvereins Leobendorf eG, der späteren Raiffeisenkasse Leobendorf eG mit dem Sitz in Leobendorf. Es folgten weitere Gründungen ehemalig selbständiger Banken:
- 1905: Raiffeisenkasse Surheim mit dem Sitz in Surheim
- 1908: Raiffeisenkasse Neukirchen mit dem Sitz in Neukirchen am Teisenberg
- 1910: Raiffeisenkasse Rückstetten mit dem Sitz in Rückstetten und Raiffeisenkasse Petting mit dem Sitz in Petting
- 1912: Raiffeisenkasse Oberteisendorf mit dem Sitz in Oberteisendorf
- 1913: Raiffeisenkasse Saaldorf mit dem Sitz in Saaldorf, Raiffeisenkasse Holzhausen mit dem Sitz in Holzhausen bei Teisendorf und Raiffeisenkasse Weildorf mit dem Sitz in Weildorf

Folgende Fusionen fand seither statt:
- 1969 – Fusion der Raiffeisenbank Saaldorf eGmbH mit der Raiffeisenbank Surheim eGmbH zur Raiffeisenbank Saaldorf – Surheim eGmbH mit dem Sitz in Saaldorf-Surheim
- 1970 – Fusion der Raiffeisenkasse Oberteisendorf eGmbH mit der Raiffeisenkasse Teisendorf eGmbH zur Raiffeisenbank Teisendorf eGmbH
- 1976 – Fusion der Raiffeisenbank Leobendorf eG mit der Raiffeisenbank Saaldorf – Surheim eG zur Raiffeisenbank Saaldorf-Surheim eG (Umfirmierung 1980 in Raiffeisenbank Rupertiwinkel Nord eG)
- 1978 – Fusion der Raiffeisenbank Neukirchen am T. eG mit der Raiffeisenbank Teisendorf eG
- 1979 – Fusion der Raiffeisenbank Rückstetten eG mit der Raiffeisenbank Teisendorf eG
- 1981 – Fusion der Raiffeisenbank Weildorf eG mit der Raiffeisenbank Teisendorf eG

Im Mai 2000 fand die Fusion der Raiffeisenbank Rupertiwinkel Nord eG und der Raiffeisenbank Teisendorf eG zur heutigen Raiffeisenbank Rupertiwinkel eG mit Sitz in Teisendorf statt und im Februar 2002 folgte die Fusion der Raiffeisenbank Petting eG mit der Raiffeisenbank Rupertiwinkel eG.

## Rechtsverhältnisse
Die Raiffeisenbank Rupertiwinkel eG ist im Genossenschaftsregister beim Amtsgericht Traunstein unter GnR 183 eingetragen.

## Organisationsstruktur
Rechtsgrundlagen sind das Genossenschaftsgesetz und die durch die Vertreterversammlung beschlossene Satzung. Organe der Bank sind der Vorstand, der Aufsichtsrat und die Vertreterversammlung.

## Sicherungseinrichtung
Die Raiffeisenbank Rupertiwinkel eG ist der amtlich anerkannten Sicherungseinrichtung des Bundesverbandes der Deutschen Volksbanken und Raiffeisenbanken GmbH und der zusätzlichen freiwilligen Sicherungseinrichtung des Bundesverbandes der Deutschen Volksbanken und Raiffeisenbanken e.V. angeschlossen. Sie ist Mitglied in der genossenschaftlichen Finanzgruppe der Volksbanken Raiffeisenbanken.

## Geschäftsausrichtung
Die Raiffeisenbank Rupertiwinkel eG betreibt das Universalbankgeschäft und ist sie im Warengeschäft tätig. Im Verbundgeschäft arbeitet sie mit der DZ Bank, R+V Versicherung, Bausparkasse Schwäbisch Hall, Teambank, VR Leasing, DZ Hyp und der Union Investment zusammen.

## Geschäftsgebiet
Das Geschäftsgebiet liegt im Norden des Landkreises Berchtesgadener Land sowie im Osten des Landkreises Traunstein im Rupertiwinkel und umfasst den Markt Teisendorf, die Gemeinde Saaldorf-Surheim und die Stadt Laufen sowie die Gemeinde Petting.
An diesen Orten betreibt die Bank Filialen:
- Teisendorf (Hauptstelle, jur. Sitz)
- Saaldorf (Geschäftsstelle)
- Laufen
- Petting
- Surheim (SB-Geschäftsstelle)
- Neukirchen am Teisenberg (SB-Geschäftsstelle)

Im Jahr 1979 eröffnete die damalige Raiffeisenbank Saaldorf-Surheim eG eine Zweigstelle in Laufen. Zum Jahresende 2016 wurde die Geschäftsstelle in Oberteisendorf geschlossen. Das Warengeschäft wird in Warenlagern in Teisendorf, Saaldorf, Petting abgewickelt. Im Dezember 2016 wurde ein neuer Warenstandort mit dem Lagerhaus in Unteraschau, Waging am See eröffnet.